# 麥克伊文站
麥克伊文站（英語：MacEwan station）是一個位於加拿大亞伯達省首府愛德蒙頓，屬市營愛德蒙頓輕軌都會線的一個輕軌車站。

## 站體和歷史

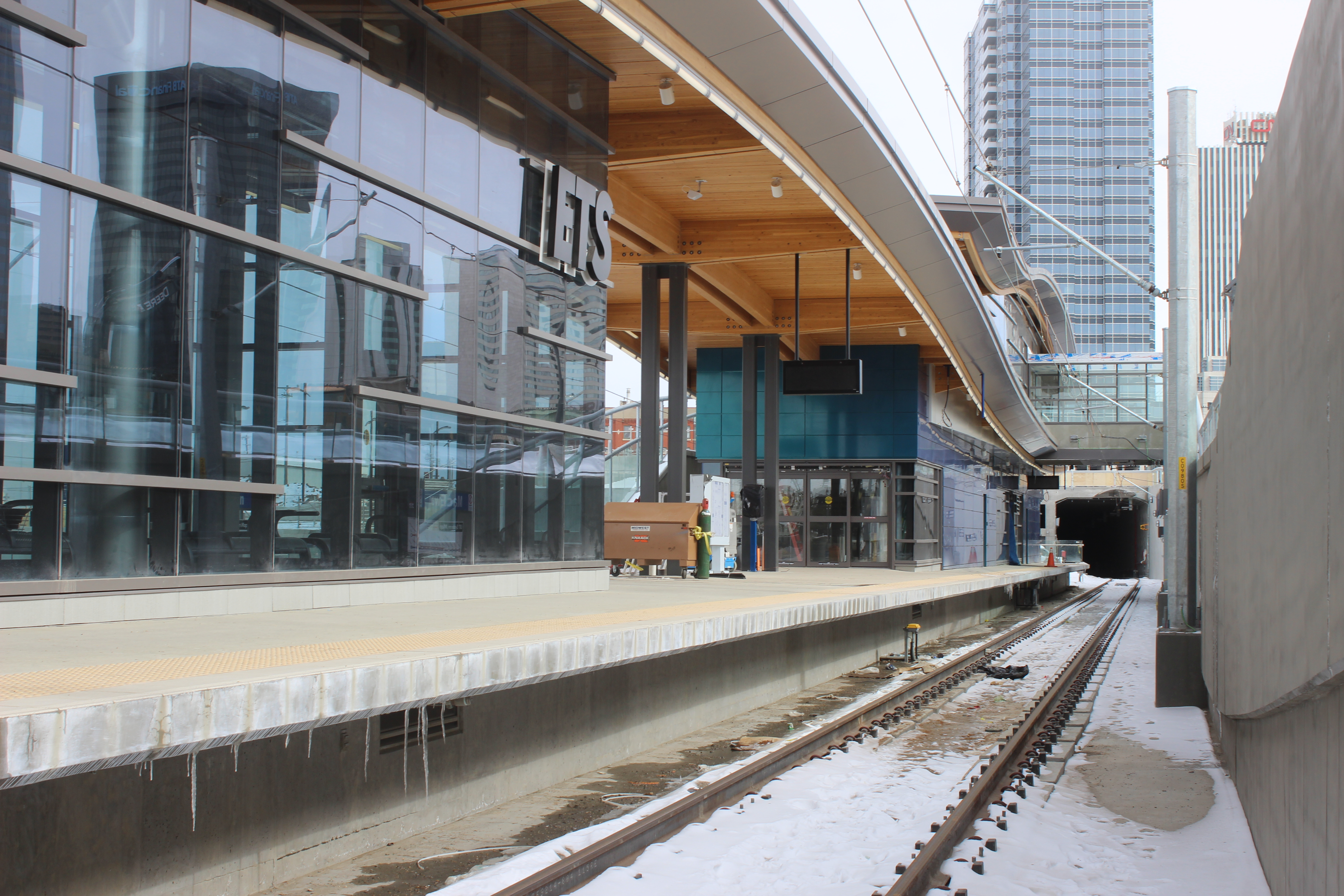
冬季的麥克伊文站

車站座落於市內105大街上麥克伊文大學附近，約在103街和104街之間。車站最早於2009年初自邱吉爾站延伸段動工，並於2015年9月6日開通。

## 鄰近設施
- 麥克伊文大學
- 鐘樓（Bell Tower）

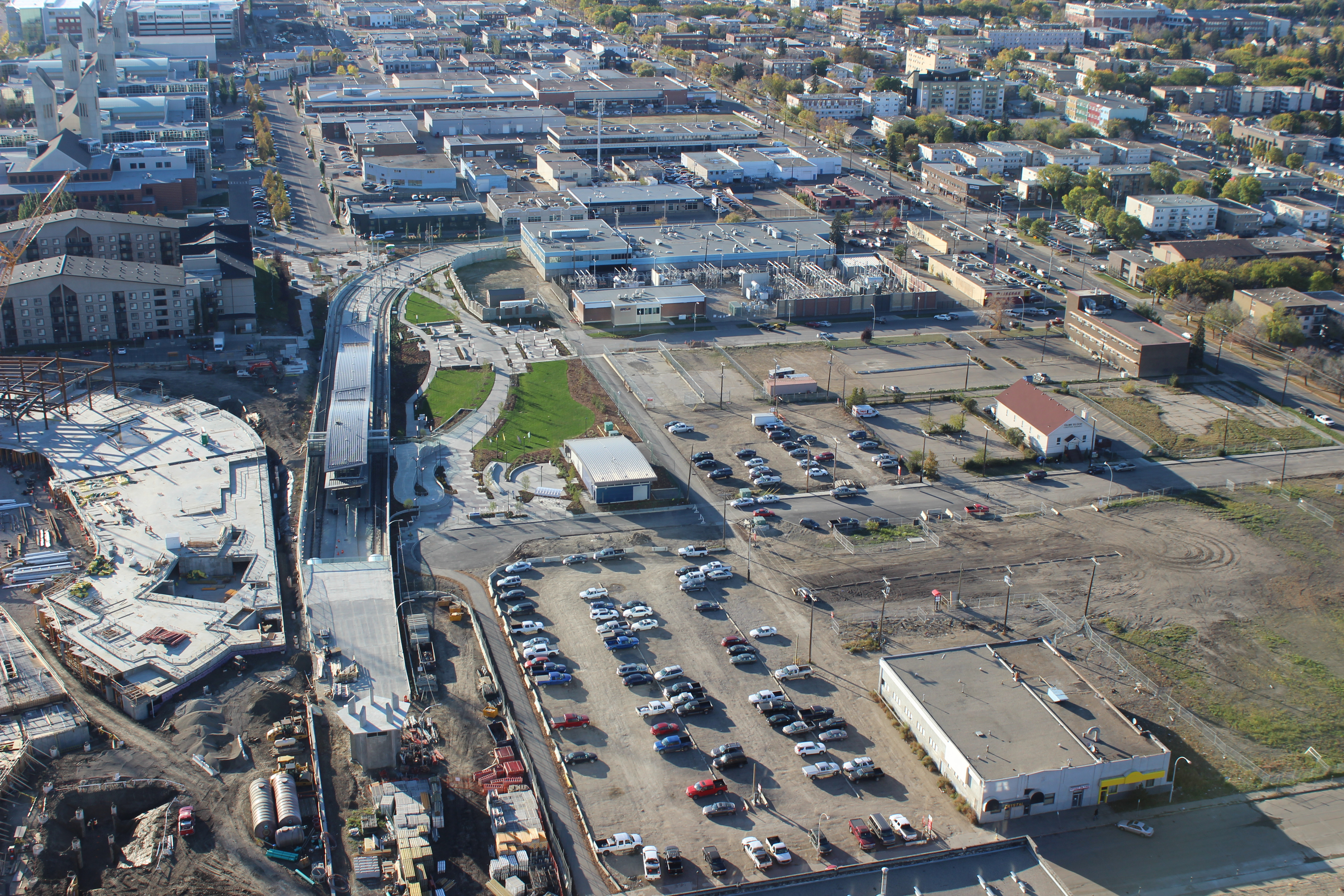
麥克伊文站週遭與左側當時正在興建的羅傑斯廣場

- 加拿大國家電視塔 (愛德蒙頓)（CN Tower）
- 愛德蒙頓華埠和小義大利
- 愛德蒙頓電力公司大樓（EPCOR Tower）
- 愛德蒙頓冰球區域（Ice District）
  - 愛德蒙頓大樓（Edmonton Tower）
  - 斯坦特克大樓（Stantec Tower）
  - 羅傑斯廣場（Rogers Place）

## 安全問題
- 2025年1月，一名13歲的男孩在此站被多人刺死.[4]

## 資料來源
1. ↑   (PDF), 2021-02-05  [2023-05-20], （原始内容存档 (PDF)于2023-03-28）
2. ↑   (PDF). City of Edmonton. October 8, 2014  [October 8, 2014]. （原始内容 (PDF)存档于October 13, 2014）.
3. ↑  Ramsay, Caley. . Global News Edmonton. September 6, 2015  [September 6, 2015]. （原始内容存档于2023-05-22）.
4. ↑  . Global News.   [2025-02-08] （美国英语）.

## 外部連結
维基共享资源上的相關多媒體資源：麥克伊文站